# Гарпун (космический аппарат)
КА «Гарпун» (индекс ГУКОС — 14Ф136) — серия российских военных спутников-ретрансляторов (СР), создаваемых для обеспечения оперативной ретрансляции больших объёмов цифровой информации с космических аппаратов (КА) радиотехнической и видовой разведки сверхподробного наблюдения на наземный пункт приёма в реальном масштабе времени. КА «Гарпун» заменят аналогичные по назначению советские КА «Поток», которые являлись частью Глобальной космической командно-ретрансляционной системы (ГККРС).

## Предназначение
Основной задачей КА «Поток», предшественника СР «Гарпун», была передача данных с низкоорбитальных КА оптико-электронной разведки Янтарь-4КС1 «Терилен» и Янтарь-4КС1М «Неман» и КА радиотехнической разведки «Целина-2» на земную станцию почти в реальном масштабе времени с помощью ретрансляторов «Сплав-2» Ku-диапазона сантиметровых волн. Новые аппараты, по-видимому, будут служить той же цели, применительно к новым спутникам видовой разведки.
Так как новый спутник-ретранслятор призван заменить СР «Поток», то он, предположительно, будет использовать те же самые частоты и орбитальные позиции (POTOK-1 — 13,5° з.д., POTOK-2 — 80° в.д. и POTOK-3 — 168° в.д., последняя ни разу не использовалась). Кроме того, 8 октября 1985 года СССР зарегистрировал в МСЭ в тех же орбитальных позициях, что и для ретрансляторов POTOK, три ретранслятора FOTON в C-диапазоне сантиметровых волн: 3,40-4,80 ГГц и 5,00-7,075 ГГц, которые возможно будут использоваться КА «Гарпун».

## Запуски
Первый запуск состоялся 21 сентября 2011 года с космодрома Байконур. Как и КА «Поток», КА «Гарпун» выводятся на геостационарную орбиту с помощью ракет-носителей «Протон-М» с разгонным блоком «Бриз-М».
| 1 | Гарпун №1 | Космос-2473 | 21.09.2011 | Байконур Пл. 81/24 | 13,5° з.д. | 2011-048A | 37806 | Запуск прошёл в штатном режиме. С космическим аппаратом установлена и поддерживается устойчивая связь, бортовые системы функционируют нормально. |
| 2 | Гарпун №2 | Космос-2513 | 13.12.2015 | Байконур Пл. 81/24 | 80,2° в.д. | 2015-075A | 41121 | Выведен на расчётную орбиту и принят на управление наземными средствами Воздушно-космических сил.                                                |